# Nidation

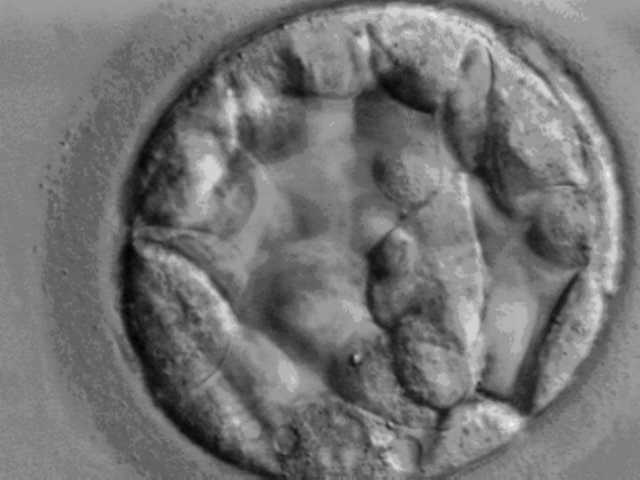
Blastozyste zum Zeitpunkt der Nidation

Die Nidation (von lateinisch nidus ‚Nest‘) oder Implantation (von lateinisch implantare ‚einpflanzen‘) ist die Einnistung der aus der befruchteten Eizelle hervorgegangenen Blastozyste in die Gebärmutterschleimhaut. Die Nidation beginnt beim Menschen am fünften oder sechsten Tag nach der Befruchtung der Eizelle. Die sich einnistende Blastozyste schüttet das Hormon humanes Choriongonadotropin (hCG) aus, das die Abstoßung der Gebärmutterschleimhaut im Rahmen der Menstruation verhindert.

## Befruchtung und Einnistung beim Menschen

Schematischer Aufbau der Blastozyste

Die Verschmelzung von Eizelle und Spermium erfolgt 12 bis 24 Stunden nach dem Eisprung (Ovulation) im Eileiter (Tuba uterina). Die befruchtete Eizelle, auch als Zygote bezeichnet, teilt sich und wird durch den Zilienschlag der Eileiterzellen Richtung Gebärmutter bewegt. Etwa im 12–16-Zellen-Stadium erreicht die Zygote – zu diesem Zeitpunkt als Morula bezeichnet – am dritten Tag nach der Befruchtung die Gebärmutterhöhle. Durch weitere Teilungen und Strukturänderungen entsteht aus der Morula die Blastozyste. Diese zeichnet sich dadurch aus, dass die Zellen, aus denen der Embryo hervorgeht (Embryoblast), sich an einer Seite der Blastozyste anhäufen. Die Wand der Blastozyste wird von abgeflachten Zellen gebildet, die als Trophoblast bezeichnet werden. Der Trophoblast umschließt die Blastozystenhöhle.
Die Nidation beginnt mit der Anheftung der Blastozyste an der Gebärmutterschleimhaut (Endometrium) zwischen dem 5. und 6. Tag. Danach dringen diejenigen Trophoblastzellen, die sich an dem Pol der Blastozyste befinden, an dem der Embryoblast liegt, zwischen die Oberflächenzellen (Epithelzellen) der Gebärmutterschleimhaut ein. Hierfür schütten die Trophoblastzellen Enzyme aus, die Strukturproteine des Bindegewebes der Schleimhaut auflösen (proteolytische Enzyme). Auch die Zellen der Schleimhaut der Gebärmutter unterstützen die Einnistung der Blastozyste. Der gesamte Prozess der Einnistung dauert bis zum Ende der zweiten Entwicklungswoche an. Die Blastozyste ist dann vollständig in die obere Schicht der Gebärmutterschleimhaut eingedrungen und wird von neugebildetem Epithel bedeckt. Es handelt sich also tatsächlich um eine Implantation in den Uterus und nicht bloß um eine Anheftung.
Die Implantation ist mit der Öffnung einiger Blutgefäße der Gebärmutterschleimhaut verbunden, sodass es zu einer leichten Blutung, der sogenannten Implantationsblutung, kommen kann. Da zu diesem Zeitpunkt auch die nächste, nun ausbleibende Menstruationsblutung fällig wäre, kann die Implantationsblutung mit dieser verwechselt werden.  Die Frau kann somit zu diesem Zeitpunkt irrtümlich annehmen, sie sei nicht schwanger.

## Ort der Nidation

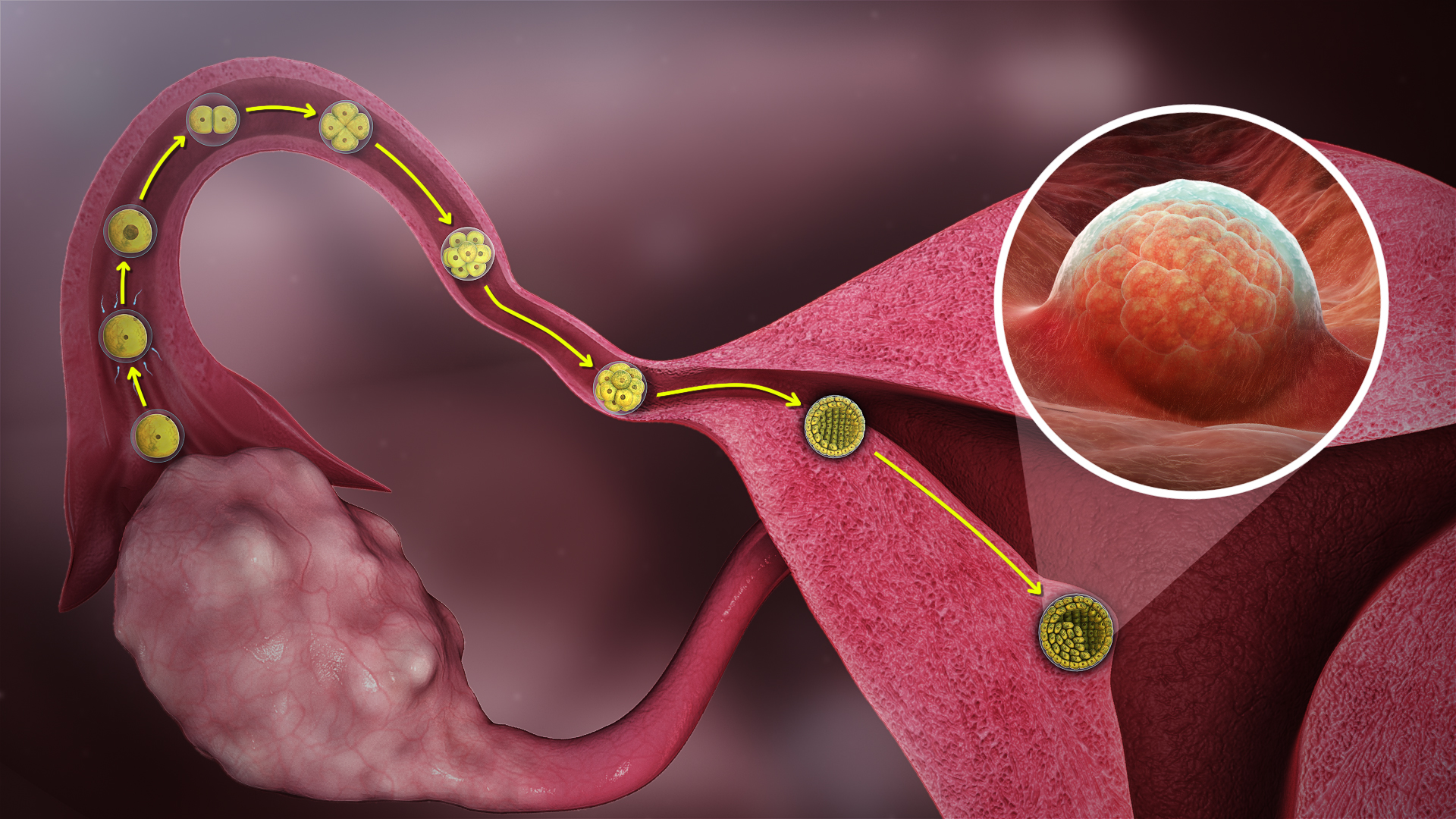
Erste Zellteilungen (Morula, Gastrula, Blastula) während der Wanderung des Embryos in den Uterus zur Einnistung

Die Nidation erfolgt beim Menschen meist an der Hinterwand der Gebärmutter, sehr selten auch außerhalb der Gebärmutter, falls es zu Passagestörungen im Bereich des Eileiters kommt. In diesen Fällen entsteht eine Extrauteringravidität, die in 99 % der Fälle den Eileiter selbst zum Ort hat, was als Eileiterschwangerschaft bezeichnet wird. In den restlichen Fällen nistet sich der Embryo/die Blastozyste in der Bauchhöhle, meist im Douglas-Raum oder dem Mesenterium ein. Solche Schwangerschaften außerhalb des Uterus werden auch ektopisch genannt (von griech. ek ‚außerhalb‘, und topos ‚Ort‘), da sie sich außerhalb des für eine Schwangerschaft natürlichen Ortes befinden.
Eine Extrauteringravidität kann das Leben der Mutter in hohem Maße gefährden, besonders weil mit dem Größerwerden des Embryos Blutgefäße zerreißen können. Dennoch kommt es in seltenen Fällen auch zur Geburt eines ektopisch ausgetragenen Kindes.
Bei Tieren mit mehreren Nachkommen zeigen die einzelnen Blastozysten eine gerichte räumliche Verteilung („spacing“) in der Gebärmutter, die unter Progesteroneinfluss durch das Myometrium gesteuert wird.

## Hemmung der Nidation
Bei einigen Methoden zur Empfängnisverhütung wird als möglicher Mechanismus eine Hemmung der Nidation diskutiert. Insbesondere bei Intrauterinpessaren („Spirale“), bei der  Notfallkontrazeption („Pille danach“) und der Minipille könnte die Hemmung der Nidation zur empfängnisverhütenden Wirkung beitragen. In der Regel wird die sogenannte „Spirale danach“ eingesetzt, um eine Interzeption (Verhinderung der Einnistung der Eizelle nach erfolgter Befruchtung) durchzuführen. Beweise für eine nidationshemmende Wirkung der genannten Methoden bestehen nicht. Aufgrund der möglichen nidationshemmenden Wirkung werden diese Methoden von einigen Kirchen, wie z. B. den orthodoxen Kirchen und der katholischen Kirche, abgelehnt, da nach ihrer Ansicht das menschliche Leben mit der Verschmelzung von Ei- und Samenzelle beginnt.
Nach deutschem Strafrecht beginnt die Schwangerschaft erst mit Abschluss der Einnistung. Maßnahmen, deren Wirkung vor Abschluss der Nidation eintritt, gelten nicht als Schwangerschaftsabbruch.